# Pierce Brodkorb
Pierce Brodkorb, également connu sous le nom de William Pierce Brodkorb (né le 29 septembre 1908 à Chicago, États-Unis – mort le 18 juillet 1992 à Gainesville (Floride)), est un ornithologue et paléontologue américain.

## Biographie
S'intéressant aux oiseaux depuis son enfance, il apprend à naturaliser les oiseaux dès l'âge de 16 ans. Plus tard, il obtient un travail de technicien au département d'ornithologie du Field Museum.
En 1933, il commence ses études à l'université du Michigan. Il y obtient un PhD en 1936. Par la suite, il devient assistant conservateur au musée de zoologie de l'université jusqu'en 1946. Cette année-là, il devient professeur au département de zoologie au campus de Gainesville de l'université de Floride, poste qu'il occupe jusqu'à sa retraite en 1989.

## Travaux
À partir des années 1950, Brodkorb amasse une grande collection de fossiles d'oiseaux de Floride datant du Miocène, du Pliocène et du Pléistocène. Il cumule ainsi environ 12 500 squelettes de 129 familles et expose ces derniers au Florida Museum of Natural History, géré par l'université de Floride. De 1963 à 1978, il publie le Catalogue of Fossil Birds en cinq volumes. En 1982, il devient membre honoraire de la Florida Ornithological Society (en).